# Basananthe
Basananthe es un género de plantas con flores perteneciente a la familia de las Passifloraceae. Comprende 37 especies descritas y  aceptadas. Es originario de Sudamérica.

## Taxonomía
El género fue descrito por Johann Joseph Peyritsch y publicado en Botanische Zeitung (Berlin) 17: 101. 1859. La especie tipo es: Basananthe littoralis Peyr.		   

## Especies aceptadas
A continuación se brinda un listado de las especies del género Basananthe aceptadas hasta julio de 2014, ordenadas alfabéticamente. Para cada una se indica el nombre binomial seguido del autor, abreviado según las convenciones y usos.
- Basananthe aciphylla Thulin
- Basananthe apetala (Baker f.) J.J.de Wilde
- Basananthe aristolochioides A.Robyns
- Basananthe baumii (Harms) J.J.de Wilde
- Basananthe berberoides (Chiov.) J.J.de Wilde
- Basananthe botryoidea A.Robyns
- Basananthe cupricola A.Robyns
- Basananthe gossweileri (Hutch. & K.Pearce) J.J.de Wilde
- Basananthe hanningtoniana (Mast.) J.J.de Wilde
- Basananthe hederae de Wilde
- Basananthe heterophylla Schinz
- Basananthe hispidula J.J.de Wilde
- Basananthe holmesii R.Fern. & A.Fern.
- Basananthe kisimbae Malaisse & Bamps
- Basananthe kottoensis J.J.de Wilde
- Basananthe kundelunguensis A.Robyns
- Basananthe lanceolata (Engl.) J.J.de Wilde
- Basananthe littoralis Peyr.
- Basananthe longifolia (Harms) R.Fern. & A.Fern.
- Basananthe malaissei A.Robyns
- Basananthe merolae Raimondo & Moggi
- Basananthe nummularia Welw.
- Basananthe papillosa (A.Fern. & R.Fern.) J.J.de Wilde
- Basananthe parvifolia (Baker f.) J.J.de Wilde
- Basananthe pedata (Baker f.) J.J.de Wille
- Basananthe phaulantha (Dandy) J.J.de Wilde
- Basananthe polygaloides (Hutch. & Pearce) J.J.de Wilde
- Basananthe pseudostipulata J.J.de Wilde
- Basananthe pubiflora J.J.de Wille
- Basananthe reticulata (Baker f.) J.J.de Wilde
- Basananthe sandersonii (Harv.) J.J.de Wilde
- Basananthe scabrida A.Robyns
- Basananthe scabrifolia (Dandy) J.J.de Wilde
- Basananthe spinosa J.J.de Wilde
- Basananthe subsessilicarpa J.B.Gillett ex Verdc.
- Basananthe triloba (Bolus) J.J.de Wilde
- Basananthe zanzibarica (Mast.) J.J.de Wilde